# بحران اقتصادی آمریکای جنوبی در سال ۲۰۰۲
بحران اقتصادی آمریکای جنوبی در سال ۲۰۰۲ (انگلیسی: South American economic crisis of 2002) آشفتگی اقتصادی است که در سال ۲۰۰۲ در کشورهای آمریکای جنوبی آرژانتین، برزیل و اروگوئه اتفاق افتاده‌است.
اقتصاد آرژانتین از کسری بودجه پایدار و تهدید بدهی قابل توجه ای رنج می‌برد و یکی از اصلاحات انجام شده شامل ثابت نگه داشتن نرخ ارز آن به دلار آمریکا بود. هنگامی که برزیل، به عنوان بزرگترین همسایه و شریک تجاری خود، در سال ۱۹۹۹ ارزش ارز خود را کاهش د اد، اقدام آرژانتین نسبت به دلار آمریکا مانع از تطبیق آن با هرگونه کاهش ارزش سایر ارزها شد و کالاهای آرژانتینی قابلیت رقابت خود را را در برابر با صادرات برزیل از دست دادند.
همراه با کسری تراز تجاری و مشکل موازنه پرداخت‌ها، نیاز به اعتبار برای تأمین کسری بودجه، اقتصاد آرژانتین را در برابر بی‌ثباتی و بحران اقتصادی آسیب‌پذیر کرد. در سال ۱۹۹۹، اقتصاد آرژانتین ۳٫۴٪ کوچکتر شد. تولید ناخالص داخلی همچنان: ۰٫۸٪ در سال ۲۰۰۰، ۴٫۴٪ در سال ۲۰۰۱ و ۱۰٫۹٪ در سال ۲۰۰۲ کاهش یافت. در سال ۲۰۰۱، در برزیل، سطح کم‌آب در نیروگاه‌های برق آبی، همراه با عدم سرمایه‌گذاری طولانی مدت در امنیت انرژی، کشور برای انجام یک برنامه سهمیه بندی انرژی، که بر اقتصاد ملی تأثیر منفی می‌گذارد.